# Donal Creed
Donal John Creed (irisch Dónall Ó Críodáin; * 7. September 1924 in Cork; † 23. November 2017 in Macroom, County Cork, Irland) war ein irischer Politiker der Fine Gael.

## Biografie
Creed begann seine politische Laufbahn 1965, als er zum Abgeordneten (Teachta Dála) des Unterhauses (Dáil Éireann) im Wahlkreis Cork Mid gewählt wurde. Diesen Sitz konnte er lange Zeit verteidigen, auch als 1981 die Wahlkreisgrenzen verändert wurden und Creed damit im Wahlkreis Cork North-West antrat.
Vom 13. März 1973 bis zum 22. Juni 1977 war er Mitglied der Oireachtas-Delegation im Europäischen Parlament.
1978 und 1979 war er Ratsvorsitzender des Cork County Council. 
Taoiseach Garret FitzGerald ernannte Creed am 30. Juni 1981 zum Staatsminister im Gesundheitsministerium. Am 11. November 1981 wechselte er das Amt und wurde Staatsminister für Wohnungswesen im Umweltministerium. Mit dem Regierungswechsel endete dieses Amt bereits am 9. März 1982. In der Regierung FitzGerald II wurde er am 16. Dezember 1982 zum Staatsminister für Schulgebäude und Sport im Erziehungsministerium ernannt. 
1989 trat er zu den Wahlen zum Dáil Éureann nicht mehr an. Sein Sohn Michael Creed konnte aber seinen Sitz erobern. 
Donal Creed war ab 1955 mit Madeleine Kelleher verheiratet und hatte mit ihr acht Kinder.

## Quelle
- Eintrag auf der Homepage des Oireachtas